# Дьяконов, Эдуард Станиславович
Эдуард Станиславович Дьяконов (2001—2022) — российский военнослужащий, рядовой радист-разведчик 57-й отдельной роты специального назначения 8-й общевойсковой армии Южного военного округа. Герой Российской Федерации (посмертно, 2022).

## Биография
Родился 7 апреля 2001 года в городе Иркутске. В 2019 году окончил гимназию № 25. В школьные годы занимался в городском центре «Патриот», с шести лет посещал секцию киокушинкай-карате «Байкальской Лиги Киокушинкай», занимал призовые места на областных соревнованиях.
После окончания школы поступил в Иркутский национальный исследовательский технический университет, но уже через два месяца взял академический отпуск для прохождения срочной службы в Вооружённых силах России. Обучался по специальности военного повара, но потом перешёл в разведку. После окончания срочной службы перешёл на службу по контракту.
Участвовал во вторжении России на Украину в 2022 году в составе 57-й отдельной роты специального назначения 8-й общевойсковой армии Южного военного округа.

### Гибель
Интернет-издание The Insider указало на то, что пророссийские источники распространили противоречивую информацию об обстоятельствах гибели Дьяконова. Согласно первой версии, отряд Дьяконова проводил зачистку дома в Мариуполе, и рядом с Дяконовым упала подствольная граната; согласно второй — Дьяконов прикрывал отход группы и увидел гранату без чеки; согласно третьей — Дьяконов лежал раненным и накрыл гранату своим телом, сохранив жизни 13 сослуживцев.
31 марта 2022 года похоронен на Маратовском кладбище в Иркутске.
5 июля 2022 года Указом Президента РФ Дьяконову присвоено звание Героя Российской Федерации. 26 июля Медаль «Золотая Звезда» была передана матери награждённого Ольге Николаевне Дьяконовой.

## Память
- На фасаде школы № 25 в Иркутске установлена памятная доска Эдуарду Дьяконову[4][5][6][7].
- В филиале городского музея «Солдаты Отечества» г. Иркутска создана выставка, посвященная Эдуарду Дьяконову[8].
- В декабре 2023 выпущена почтовая марка, посвящённая Эдуарду Дьяконову[9].
- 7 и 8 Иркутские областные соревнования Кубок мужества (Иркутск) были посвящены Эдуарду
- Именем Эдуарда Дьяконова названа улица в городе Иркутске в жилом комплексе «СОЮЗ PRIORITY».
- 3 августа 2024 года в оккупированном Мариуполе прошла церемония открытия бюста Эдуарда Дьяконова[10].
- Школа № 10 города Мариуполь носит имя «Героя России рядового Эдуарда Дьяконова»[10].